# أبو العلاء الشيرازي
أبو العلاء الشيرازي (بالفارسية: ابوالعلاء شیرازی) هو طبيب فارسي عاش في القرن العاشر، وقد اكتشف علاج مرض البُرَداء بالزرنيخ. تُوفي عام 1001 